# جون بول (رسام)
جون بول (بالنرويجية البوكمول: Knud Bull)‏ هو رسام نرويجي، ولد في 10 سبتمبر 1811 في برغن في النرويج، وتوفي في 23 ديسمبر 1889 في سيدني في أستراليا.